# Plotheia signata
Plotheia signata är en fjärilsart som beskrevs av Walker 1865. Plotheia signata ingår i släktet Plotheia och familjen trågspinnare. Inga underarter finns listade i Catalogue of Life.